# Nick Clegg
Nicholas William Peter "Nick" Clegg (født 7. januar 1967) er en britisk politiker, der fra 2007 til 2015 var leder for partiet Liberal Democrats. Han var vicepremierminister i koalitionsregeringen med de Konservative fra 2010 til 2015, men måtte træde tilbage fra både denne post og sit partilederskab efter et svidende nederlag ved parlamentsvalget i 2015.
Clegg's første betydelige hverv som folkevalgt var som europaparlamentsmedlem for kredsen East Midlands fra 1999 til 2004. Han blev valgt ind som parlamentsmedlem for Sheffield Hallam ved valget i 2005 og blev i 2006 Liberaldemokraternes talsmand for home affairs (indenrigspolitik). Clegg vandt i 2007 over Chris Huhne i partiets valg om at blive leder af Liberaldemokaterne. Udover det parlamentariske arbejde har Clegg også bidraget til mange skrifter og bøger om politiske emner.
Clegg er uddannet på Caldicott School i Buckinghamshire og Westminster School i London, efterfølgende på Robinson College, University of Cambridge, hvor han studerede socialantropologi. Senere studerede han på University of Minnesota og Europakollegiet. Han er gift med Miriam González Durántez, og de har tre børn.